# Kazuo Koike

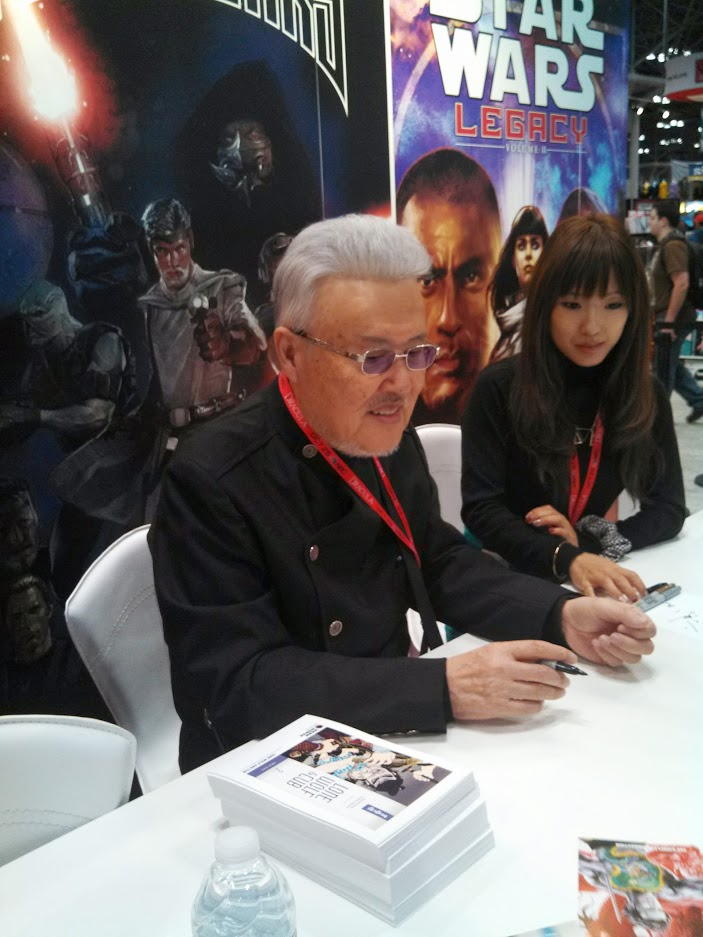
Kazuo Koike

Kazuo Koike (jap. 小池 一夫, Koike Kazuo; * 8. Mai 1936 in Daisen, Präfektur Akita, Japan; † 17. April 2019) war ein japanischer Comic- und Drehbuchautor.
Koike hatte seinen großen Durchbruch mit dem Aufkommen des Gekiga-Stils, der in realistischen Zeichnungen nicht auf die Darstellung von Sex und Gewalt verzichtete. Sein erster Erfolg war 1969 die von Takao Saito gezeichnete Serie Golgo 13; zeitnah entstand Muyonosuke. Anfang der 1970er-Jahre machte er sich selbstständig und schrieb zusammen mit dem Zeichner Gōseki Kojima den Manga Kozure Okami, der als sein bekanntestes Werk gilt. Auf Deutsch wurde dieser Manga unter dem Titel Lone Wolf & Cub bei Planet Manga veröffentlicht. Er handelt von einem Rōnin, der mit seinem kleinen Sohn als Auftragsmörder durch das Japan der Edo-Zeit zieht.
Weitere große Erfolge gelangen ihm unter anderem mit Nijitte Monogatari und Crying Freeman. Letzteres wurde von Ryōichi Ikegami gezeichnet und erfolgreich unter dem Titel Crying Freeman – Der Sohn des Drachen verfilmt. Ebenfalls verfilmt wurde Lady Snowblood. All seine Manga-Geschichten wurden von bekannten Mangaka in gezeichneter Comicform umgesetzt.
2004 erhielt Kazuo Koike gemeinsam mit Goseki Kojima den angesehenen Hall of Fame Eisner Award der Jury.

## Bekannte Werke
- Kozure Okami, 1970–1976; zählt in Japan zu den einflussreichsten und bedeutendsten Werken seiner Art
- Crying Freeman
- Lady Snowblood
- Nijitte Monogatari
- Musashi
- Hanzō no Kado
- Hanzō no Mon